# Johannes Grimminger
Johannes Grimminger (6 de junho de 1914 - 16 de abril de 1945) foi um oficial alemão que serviu no Deutsches Heer durante a Segunda Guerra Mundial. Foi condecorado com a Cruz de Cavaleiro da Cruz de Ferro com Folhas de Carvalho.

## Condecorações
| Cruz de Ferro (1939) 2ª Classe                                   |                       |
| Cruz de Ferro (1939) 1ª Classe                                   |                       |
| Distintivo de feridos (1939) em Preto                            |                       |
| Distintivo de feridos (1939) em Prata                            |                       |
| Medalha da Frente Oriental                                       |                       |
| Distintivo da infantaria de assalto                              |                       |
| Cruz Germânica em Ouro                                           | 29 de janeiro de 1942 |
| Cruz de Cavaleiro da Cruz de Ferro                               | 23 de agosto de 1944  |
| Cruz de Cavaleiro da Cruz de Ferro com Folhas de Carvalho nº 776 | 11 de março de 1945   |